# Cro-Mag Rally
Cro-Mag Rally est un jeu de course de karting développé par Pangea Software et édité par Aspyr, qui se déroule à l'époque des hommes des cavernes. Il a été initialement publié pour Mac OS 9 et Mac OS X, et a ensuite été porté sur iOS, Xbox 360, Android et Windows Phone 7.

## Gameplay
Inspiré de Mario Kart,, le jeu est centré sur deux coureurs hommes des cavernes, Brog et Grag, dans des véhicules fabriqués à partir de matériaux associés aux hommes des cavernes, alors qu'ils font la course à travers des étapes de l'histoire ancienne,. Chaque parcours est débloqué dès le départ et comprend 3 tours chacun avec plusieurs options de difficulté. Pendant la course, les joueurs peuvent ramasser des bonus (bombes, nitro, traction des pneus, nappes d'huile) qu'ils peuvent utiliser contre leurs adversaires. Chacun d'entre eux dure 15 secondes. Au début, seuls quelques véhicules sont disponibles. Ils se comportent tous différemment, se distinguant par leurs attributs de contrôle, de vitesse, de suspension et de traction,. Cependant, au fur et à mesure de la progression, les onze véhicules peuvent être débloqués.
La version iOS utilise l'accéléromètre pour la direction à gauche et à droite, avec des boutons spécifiques sur l'écran tactile pour la conduite en avant/en arrière et les armes. Diverses options peuvent être réglées séparément, comme la sensibilité de la direction. Il dispose de deux modes de jeu : Race, où il s'agit de battre les autres jusqu'à la ligne d'arrivée, et Gather, qui consiste à ramasser des flèches sur la piste aussi vite que possible.
Dans la version Mac, la partie solo se compose d'un mode Entraînement, où les joueurs peuvent tester les voitures et les pistes, et d'un mode Tournoi avec neuf étapes réparties en trois périodes : l'âge de bronze, l'âge de pierre et l'âge de fer. Pour progresser, le joueur doit terminer la course en troisième position ou plus, tout en ramassant huit pointes de flèches dans le même temps. Il existe un éditeur de physique, qui permet au joueur de modifier des éléments du jeu tels que la vitesse, l'accélération, la suspension et la traction de chaque voiture, ainsi que la gravité.
Cro-Mag Rally possède plusieurs variantes multijoueurs. Sur la version Mac, le jeu permet à six joueurs de s'affronter via un réseau local. Un certain nombre de modes sont disponibles, tels que Race, Tag, Survive et Quest For Fire. Race est le mode habituel où les joueurs se battent pour la première place.